# (9521) Martinhoffmann
(9521) Martinhoffmann (1980 FS1) – planetoida z pasa głównego asteroid okrążająca Słońce w ciągu 3,4 lat w średniej odległości 2,26 j.a. Odkryta 16 marca 1980 roku.